# Villahermosa del Río
Villahermosa del Río – gmina w Hiszpanii, w prowincji Castellón, we wspólnocie autonomicznej Walencja, o powierzchni 108,88 km². W 2011 roku liczyła 506 mieszkańców.